# Emma Goitein Dessau
Emma Goiteinová, provdaná Dessau (1877, Karlsruhe – 17. září 1968, Perugia) byla německo-židovská malířka a dřevorytka působící v Itálii. Pocházela z moravské rabínské rodiny Goiteinů.

## Život
Narodila se v roce 1877 v Karlsruhe, v té době hlavním městě Bádenského velkovévodství. Její předkové v otcovské linii byli ze starověké dynastie maďarských rabínů Goiteinových původem z Moravy (Kojetín - německy Kojetein) a v mateřské linii z rodiny s dlouhou kulturní historií.
Její matka, předčasně ovdovělá, byla zastánkyní tehdy se rodícího feminismu a chtěla pro sebe a své sestry dobré vzdělání, které by jim umožnilo postarat se samy o sebe.
U Emmy se již v dětství projevil silný talent pro malování. Studovala umění nejprve v Karlsruhe v letech 1894 až 1897 a poté v Londýně na škole Huberta von Herkommera, kde se seznámila s malířstvím prerafaelitů.
V roce 1901 se v Karlsruhe provdala za fyzika Bernarda Dessaua, s nímž se později přestěhovala do Boloně, kde byl Bernard do roku 1904 zaměstnán jako vědec. V letech 1901 až 1902 byla Emma mezi prvními ženami, které byly přijaty na Boloňskou akademii umění.
V roce 1904 se manželé přestěhovali do Perugie, kde Bernardo Dessau získal místo mimořádného profesora na lékařské a chirurgické fakultě.
Po roce 1905 Emma pobývala v Mnichově, kde se seznámila s uměleci secesní tvorby a prohloubila zde svou dřevoryteckou techniku. V roce 1907 se manželům Dessauovým narodil syn, pozdější mineralog Gabor Dessau (1907-1983).
Emma byla v kontaktu s uměleci kolem inovativního časopisu L'Eroica, založeného roku 1911 v La Spezia Ettorem Cozzanim. V roce 1912 tak byla jedinou ženou mezi mnoha vystavujícími na první mezinárodní výstavě v Levantu, kde představila své tři grafiky: Salomè a dvě ex libris.
V roce 1917 spolupracovala na monumentální publikaci Cesara Ratty věnovanou modernímu italskému dřevorytu.
V malbě se věnovala především portrétům, postavě obecně a aktům.
Emma přestala malovat ve svých osmašedesáti letech. Poslední roky svého života tráví v tichém útočišti v Perugii, městě, kde se odehrávala velká část jeho uměleckého a soukromého rozvoje.

## Dílo
Na počátku 20. století Dessau-Goiteinová vytvářela drobné umění i olejomalby s názvy jako Smutek, Podzim, Mateřství nebo Talmudští žáci, které byly příznivě oceněny v italském i v německém tisku“.  V září 1909 v Miláně získala Stříbrnou medaili a zlatou medaili na výstavě umění v Livornu. 
Podle Rachel Wolffové jsou její autoportréty a portréty vrcholem její tvorby (např. portréty vrchního florentského rabína Samuela Herše Marguliese (1858-1922)  a Samuela Dessaua, ředitele izraelitské občanské školy ve Fürthu.   Její díla jsou rozptýlena v mnoha soukromých a veřejných sbírkách, jako je Britské muzeum, MAMbo v Boloni, Dřevorytecké muzeum v Carpi, Palazzina delle arti v La Spezia, Akademické muzeum Perugia, regionální sbírka umění Umbrie ad.